# Demi Lovato

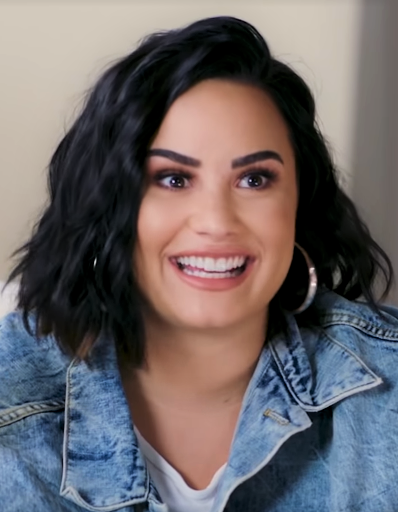
Demi Lovato (2020)

Demetria Devonne „Demi“ Lovato (* 20. August 1992 in Albuquerque, New Mexico) ist eine US-amerikanische Sängerin und Schauspielerin. Sie wurde durch die Rolle der Mitchie Torres im Disney-Film Camp Rock bekannt. 2008 begann sie eine Gesangskarriere; ihr zweites Studioalbum Here We Go Again erreichte Platz eins in den amerikanischen Charts.

## Leben und Karriere

### Frühe Jahre
Demi Lovato wurde 1992 in Albuquerque geboren, wuchs jedoch im texanischen Dallas auf und bezeichnet dies auch als Heimatort. Ihre Eltern trennten sich, als sie zwei Jahre alt war. Lovato hat mexikanische, italienische und irische Vorfahren. Lovato hat eine ältere Schwester (* 1988) und eine Halbschwester, Madison De La Garza (* 2001), die aus der Ehe von Lovatos Mutter mit Eddie De La Garza stammt; die beiden sind seit 2000 verheiratet. Zudem hat Lovato eine ältere Halbschwester, von der erst im Erwachsenenalter erfahren wurde. Lovatos Stiefvater arbeitete früher als Manager in einem Autohaus, gab seinen Beruf aber auf und ist seit 2008 ihr Manager. Lovato wurde baptistisch erzogen, ist heute aber konfessionslos.
Lovato gab an, ab dem zwölften Lebensjahr unter Mobbing von Mitschülern gelitten zu haben, die sich unter anderem über deren Körpergewicht und schauspielerische Ambitionen lustig machten. Aus diesem Grund bat Lovato, privat unterrichtet werden zu dürfen, und erhielt auf diesem Weg im April 2009 das High School Diploma, zwei Jahre früher als üblich. 2011 gab Lovato bekannt, seit dem achten Lebensjahr eine „ungesunde Beziehung zu Essen“ zu haben. Lovato habe sich täglich übergeben müssen, die Eltern hielten den daraus resultierenden Gewichtsverlust für pubertätsbedingt. Außerdem litt Lovato in der Kindheit unter selbstverletzendem Verhalten.

### Karrierebeginn
Lovato nahm ab dem Alter von fünf Jahren Schauspielunterricht und bewarb sich bei Talentagenturen; beispielsweise sprach sie für die Kinderserie Barney und seine Freunde vor, erhielt die Rolle jedoch nicht, da sie damals noch nicht lesen konnte. Zwei Jahre später besuchte sie erneut ein Casting dieser Serie und erhielt diesmal die Rolle des Mädchens Angela, die sie für zwei Jahre verkörperte. Nach dem Ende der Serie nahm sie Gitarren-, Klavier-, Gesangs- und Tanzunterricht und setzte den Schauspielunterricht fort.
Im Januar 2007 erhielt Lovato die Rolle der Charlotte Adams in der Serie Endlich Pause! Sie wirkte nur in der ersten Staffel mit, konnte jedoch durch ihren Gesang auf sich aufmerksam machen. 2007 ging sie zum Casting der Serie Sonny Munroe (original Sonny with a Chance) und zum Casting des Fernsehfilms Camp Rock, beide Castings fanden am selben Tag statt.
Nachdem sie schließlich zu einem Treffen eingeladen worden war, wurde sie von Gary Marsh, Disneys Vorsitzender im Bereich Entertainment, gebeten, vor allen anwesenden Führungskräften des Walt-Disney-Konzerns zu singen. Lovato entschied sich für das Lied Ain’t No Other Man von Christina Aguilera, und Bob Cavallo, Vizepräsident und Geschäftsführer des Plattenlabels Hollywood Records, sagte später in einem Interview, dass ihnen „die Kinnlade runtergeklappt“ sei. Sie erhielt später sowohl die Rolle der Mitchie Torres in Camp Rock als auch den Part der Sonny Munroe für die gleichnamige Fernsehserie und unterzeichnete außerdem einen Plattenvertrag mit Hollywood Records. Anfang 2008 unterschrieb Lovato zudem einen Vertrag mit Jonas Records, dem Plattenlabel der Jonas Brothers.
Im Juni 2008 lief Camp Rock erstmals beim US-amerikanischen Disney Channel. Der Film, in dem Lovato ein Mädchen spielt, das ein Musikcamp besucht und die Hoffnung hat, später einmal Sängerin zu werden, erreichte eine Einschaltquote von durchschnittlich 8,9 Millionen Zuschauern. Auch der Soundtrack des Filmes mit mehreren Liedern mit Beteiligung Lovatos erreichte Platz drei in den USA sowie Top-Ten-Platzierungen unter anderem in Deutschland, Österreich und Großbritannien. Weltweit verkaufte er sich rund 2,5 Millionen Mal. Das Lied This Is Me, ein Duett Lovatos mit Joe Jonas und ihre erste kommerziell veröffentlichte Single, erreichte Platz neun der US-amerikanischen Charts.
Im September 2008 erschien Lovatos Debütalbum Don’t Forget in den USA und stieg mit 89.000 verkauften Einheiten auf Platz zwei ein. Das Album war in Zusammenarbeit mit den Jonas Brothers entstanden, die eine große Zahl der Lieder zusammen mit Lovato geschrieben haben. Außerdem übernahmen sie zusammen mit John Fields die Produktion. Bereits im Juni hatte sie mithilfe einer ersten kleineren Promotiontour, die den Titel Demi Live! Warm Up Tour trug, das eigene Debütalbum beworben; später schloss sie sich noch der Burnin’ Up Tour der Jonas Brothers an. Um die Karriere voranzutreiben, zog sie im Herbst 2008 mit ihrer Familie von Dallas nach Toluca Lake in Los Angeles.

### Etablierung bei Disney

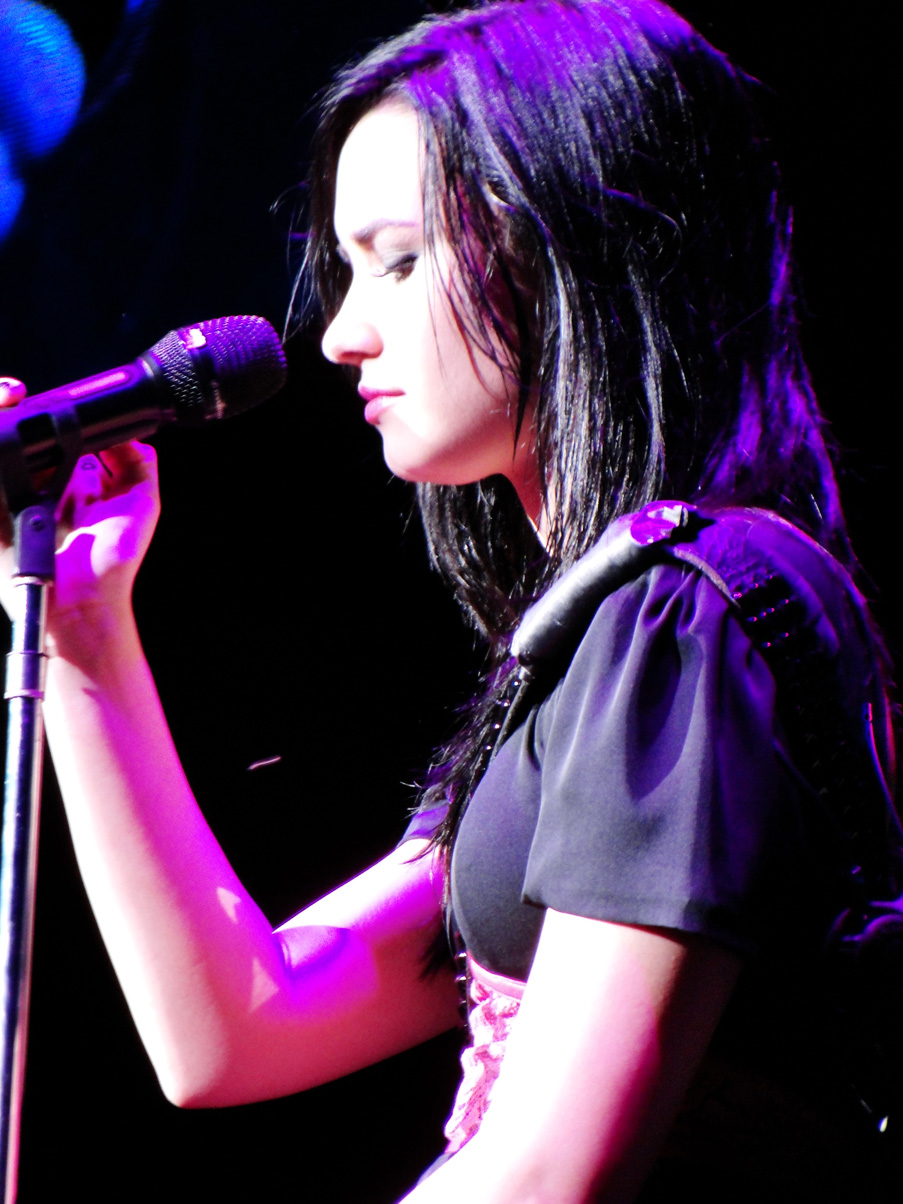
Lovato während eines Konzertes der Summer Tour 2009

Im Februar begann man beim Disney Channel, die erste Staffel von Sonny Munroe auszustrahlen. In der Serie spielt Lovato ein Mädchen, das mithilfe eines Bewerbungsvideos eine Rolle in ihrer Lieblingsserie erhält und deshalb von Wisconsin nach Hollywood zieht. In ihrem neuen Leben wird sie mit den verschiedensten Problemen rund um das Berühmtsein, aber auch des Alltags konfrontiert. Die insgesamt 21 Episoden der ersten Staffel erreichten durchschnittlich fast vier Millionen Zuschauer pro Sendung.
Im Juni 2009 lief der Fernsehfilm Prinzessinnen Schutzprogramm erstmals auf dem US-amerikanischen Disney Channel, bei dem neben Lovato auch Selena Gomez zu sehen ist. Lovato spielt in dem Film eine Prinzessin, deren Heimatland von einem Diktator bedroht wird, weshalb sie durch das Prinzessinnen Schutzprogramm nach Louisiana in den USA gebracht wird. Dort lebt sie unter einem Decknamen bei der amerikanischen Familie von Carter Mason, gespielt von Gomez, und muss sich mit alltäglichen Dingen auseinandersetzen. Der Film erreichte eine Quote von 8,5 Millionen Zuschauern und ist somit der vierterfolgreichste Film des Senders.
Im Juli erschien in den USA das zweite Studioalbum Lovatos, das den Titel Here We Go Again trägt. In der ersten Woche stieg es mit 108.000 verkauften Einheiten auf Platz eins in den Billboard 200 ein. Zur Promotion des Albums hatte Lovato sich bereits im Mai und Juni der Jonas Brothers World Tour 2009 für einige Shows in Südamerika und in Europa angeschlossen. Anschließend begab sie sich auf die erste größere Konzerttour Demi Lovato Live in Concert. Im November schloss Lovato sich erneut den Europakonzerten der Welttour der Jonas Brothers an, in deren Rahmen sie erstmals auch in Deutschland zu sehen war. Im Mai 2010 beendete sie eine eigene Tournee, die diesmal unter dem Titel South America Tour 2010 in Südamerika stattfand.
Im März 2010 begann der Disney Channel mit der Ausstrahlung der zweiten Staffel von Sonny Munroe, die diesmal 26 Episoden umfasste. Im Mai hatte Lovato einen Gastauftritt in der sechsten Staffel der Arztserie Grey’s Anatomy. Dort spielte Lovato ein an Schizophrenie erkranktes Mädchen, das ins Krankenhaus eingeliefert wird. Obwohl die Einschaltquoten der Episode unter dem Staffeldurchschnitt lagen, bekam Lovato gute Kritiken für die Darstellung und erhielt einen People’s Choice Award in der Kategorie „Favorite TV Guest Star“.

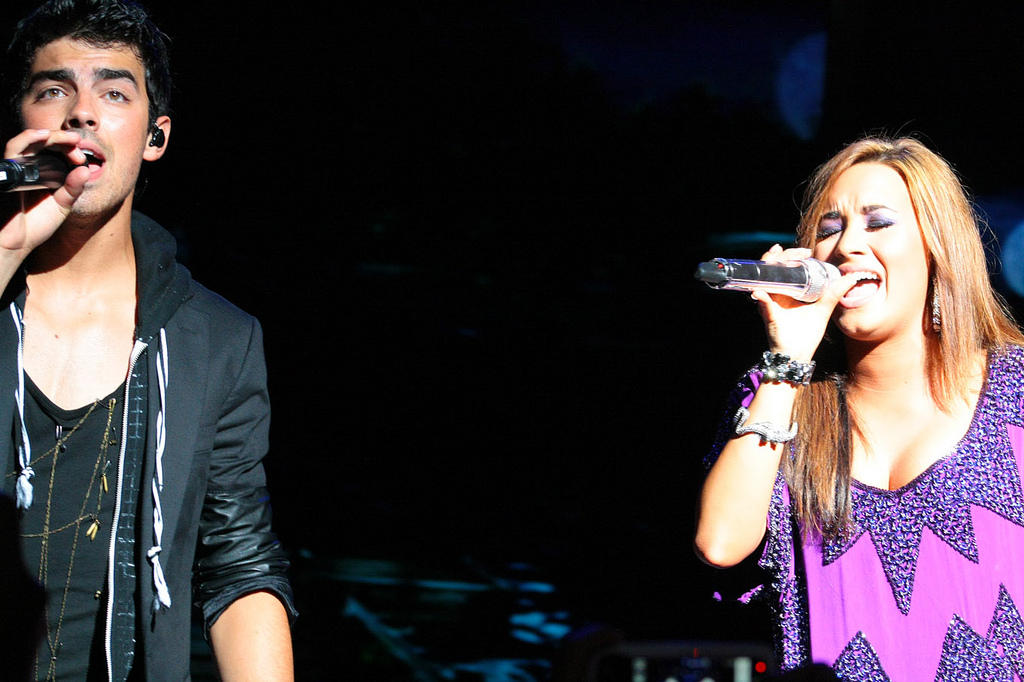
2010 trat Lovato während der Jonas Brothers Live in Concert World Tour 2010 unter anderem zusammen mit den Jonas Brothers, hier Joe Jonas, auf

Im September 2010 lief der zweite Camp-Rock-Film beim Disney Channel. Die Fortsetzung trug den Titel Camp Rock 2: The Final Jam, und Lovato übernahm erneut den Part der Mitchie Torres. Die Premiere wurde von rund acht Millionen Menschen gesehen, womit sich die Quote im Vergleich zum Vorgänger um rund 0,9 Millionen Zuschauer verschlechterte.
Der Soundtrack zur Fortsetzung war bereits im August erschienen und stieg, genau wie das Album zum ersten Film, auf Platz drei in den USA ein. In den deutschsprachigen Ländern knüpfte er jedoch nicht an den Erfolg seines Vorgängers an und erreichte keine Top-Ten-Platzierungen. Um die Musik zu bewerben, schloss sich der Cast des Filmes der Jonas Brothers Live in Concert World Tour 2010 an, die von August bis November andauerte und nach Nordamerika, Mittelamerika, Südamerika, in die Karibik und nach Asien führte. Lovato verließ die Tour Ende Oktober, um sich wegen „körperlicher und emotionaler Probleme“ in Behandlung zu begeben. Seit Herbst 2010 steht sie nicht mehr bei Jonas Records unter Vertrag, sondern bei Hollywood Records.
Ende 2010 zog Lovato von Toluca Lake nach Sherman Oaks und lebt dort seitdem zusammen mit der Familie.

### Fokus auf Musik und „The X-Factor“

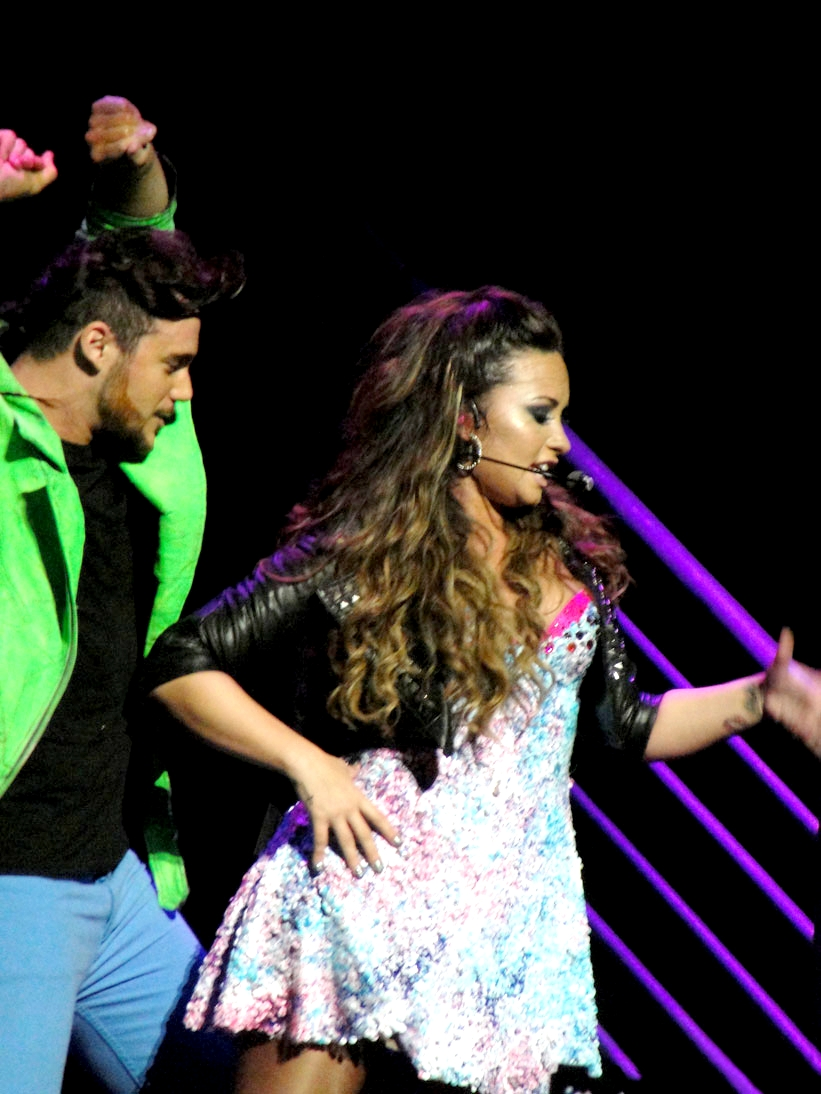
Demi Lovato mit einem Tänzer bei der Tour An Evening With Demi Lovato

Im April 2011 veröffentlichte Lovato ein Statement, das ihren endgültigen Ausstieg aus der Serie Sonny Munroe bekanntgab. Als Grund gab sie den andauernden Genesungsprozess und den Umstand an, sich derzeit vor der Kamera nicht wohl zu fühlen. Als Folge des Ausstiegs wurde die Serie in So ein Zufall! umbenannt und war fortan ein Ableger von Sonny Munroe.
Im September 2011 veröffentlichte Lovato ihre drittes Studioalbum mit dem Titel Unbroken, das mit 96.000 verkauften Einheiten in der ersten Woche Rang vier in den USA erreichte. Die Arbeiten an dem Werk hatten bereits im Sommer 2010 begonnen, konnten jedoch durch Lovatos Klinikaufenthalt erst 2011 fortgesetzt werden. Bei den Aufnahmen arbeitete sie unter anderem mit Timbaland, Jason Derulo und Ryan Tedder zusammen. Das Album brachte zwei Singles hervor, die bis heute Lovatos kommerziell erfolgreichsten Liedveröffentlichungen sind: Skyscraper und Give Your Heart a Break. Der Song Skyscraper erreichte nach dem Erscheinen Platz zehn der Billboard Hot 100 sowie Position 32 in Großbritannien und wurde später, genau wie Give Your Heart a Break, mit einer Platin-Schallplatte für eine Million verkaufte Einheiten in den USA ausgezeichnet. Außerdem erhielt Lovato für den Song bei den MTV Video Music Awards 2012 eine Auszeichnung in der Kategorie „Best Video with a Message“.
Um das Album zu bewerben, gab Lovato zunächst zwei kleinere Promo-Konzerte in den USA, die tituliert wurden als An Evening with Demi Lovato. Anschließend gab sie die zweite größere Tournee bekannt: A Special Night With Demi Lovato umfasste mehr als 40 Shows in Nord-, Süd- und Mittelamerika und der Karibik. Im Sommer 2012 fand ihre dritte größere Tour Summer Tour 2012 in Nord- und Südamerika statt.

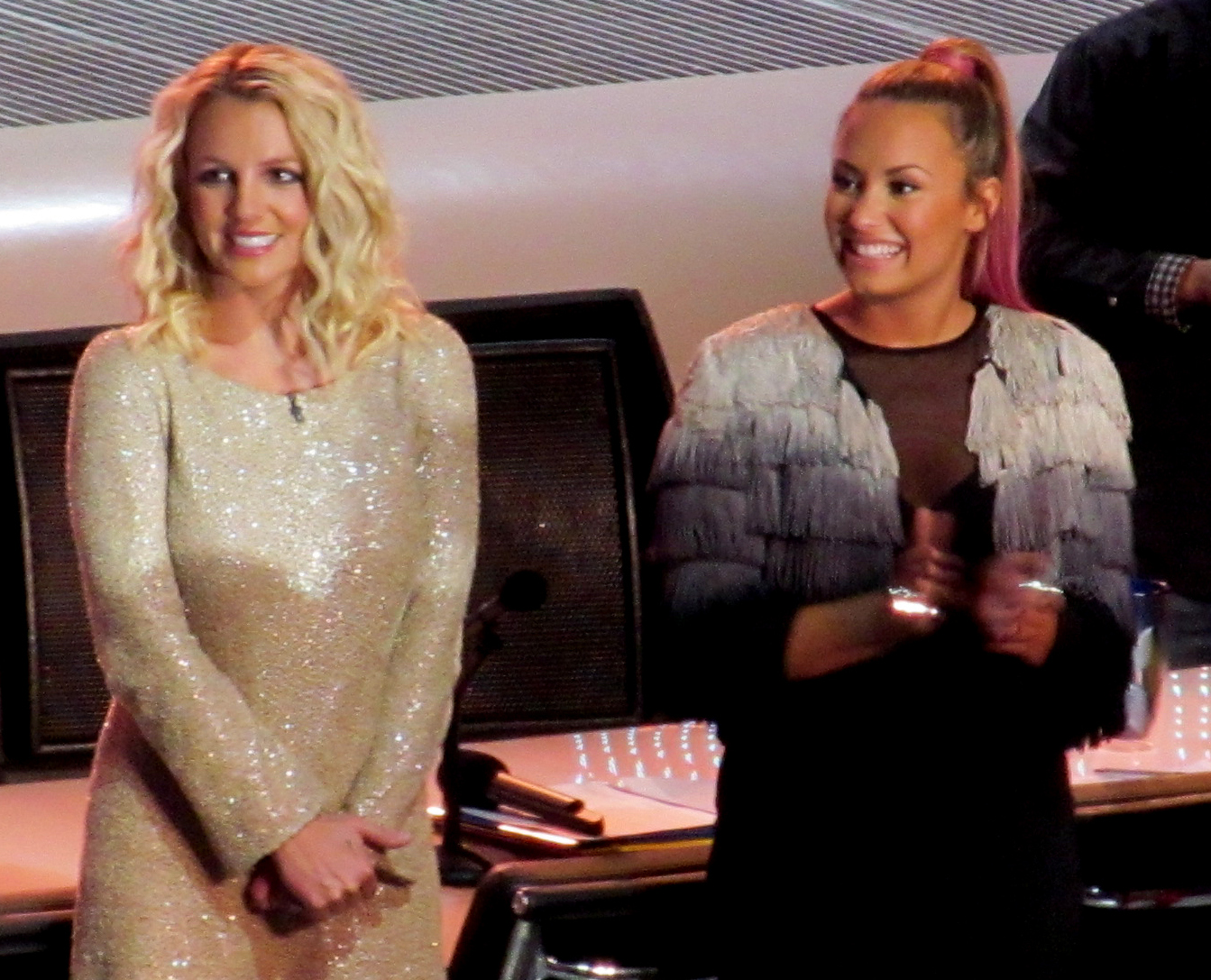
Demi Lovato zusammen mit Jurykollegin Britney Spears bei The X-Factor (2012)

Im Mai 2012 wurde bestätigt, dass Lovato neben Simon Cowell, Antonio „L.A.“ Reid und Britney Spears an der zweiten Staffel der US-amerikanischen Version der Castingshow The X Factor als Jurymitglied beteiligt sein würde. Die Castings begannen im selben Monat, die Live-Shows fanden von Ende Oktober bis Mitte Dezember statt. Lovato betreute die Kategorie der Young Adults, die Sänger im Alter von 18 bis 25 Jahren umfasste. Das letzte Gruppenmitglied musste im Halbfinale die Show verlassen.
Im Juli 2012 moderierte Lovato zusammen mit Kevin McHale die Teen Choice Awards 2012. Die Gewinner der Veranstaltung werden von Teenagern im Internet gewählt. Neben der moderierenden Tätigkeit gewann sie auch zwei Preise, unter anderem einen in der Kategorie „Choice Summer Music Star: Female“.
Im Dezember postete Lovato im Internet ein Video, bei dem es sich um eine Coverversion des Liedes Angels Among Us handelt, das im Original von der Band Alabama stammt. Es ist den Opfern und Hinterbliebenen des Amoklaufs an der Sandy Hook Elementary School gewidmet.
Im Mai 2013 veröffentlichte sie ihr viertes Studioalbum mit dem Titel Demi. Ihr fünftes Album Confident erschien im Oktober 2015. Es sollte Lovatos neu erlangtes Selbstbewusstsein widerspiegeln und enthielt eine Zusammenarbeit mit der australischen Rapperin Iggy Azalea. Die Lead-Single Cool for the Summer platzierte sich auf Rang 11 der Billboard Hot 100. Lovato veröffentlichte während ihrer Future Now Tour 2016 die Single Body Say; sie platzierte sich auf Rang 84 der Billboard Hot 100.

### 2017: Sechstes AlbumTell Me You Love Me

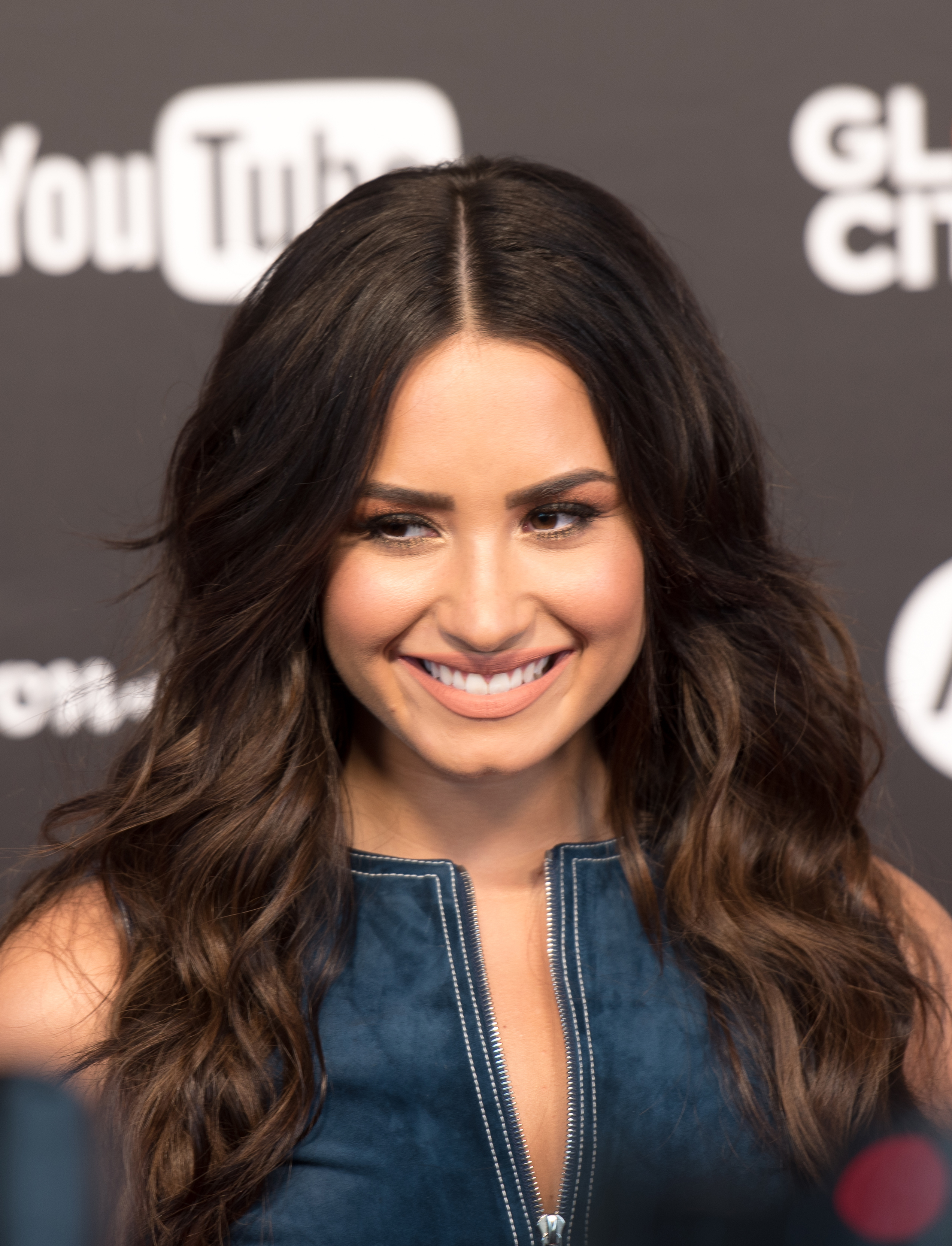
Demi Lovato, 2017

Im Februar 2017 arbeitete Lovato bei der Entstehung des Dokumentarfilms Beyond Silence als Executive Producer. Dieser zeigte drei Personen und Lovatos eigene Erfahrungen mit psychischen Erkrankungen einschließlich bipolarer Störung, Schizophrenie, Depression und Angststörungen.
Im April 2017 war Lovato Teil der von Time jährlich erstellten Auflistung der 100 einflussreichsten Menschen.
Entgegen einer angekündigten Pause veröffentlichte Lovato im März 2017 das Lied No Promises, das in Zusammenarbeit mit dem US-amerikanischen Musik-Trio Cheat Codes entstand. Der Titel rückte in mehreren Ländern in die Top 100 vor. Im Mai 2017 gab Lovato eine Zusammenarbeit mit der Sportswear-Linie Fabletics bekannt, um die Initiative Girl Up der Vereinten Nationen zu unterstützen.
Im Juni 2017 erschien das Lied Instruction von dem britischen DJ und Produzenten Jax Jones. Hierbei wirken Lovato und Rapperin Stefflon Don als Gastmusiker mit. Jones sagte zur Entstehung, dass er seinem Songwriter MNEK den ersten Entwurf vorspielte und dieser die Demo-Version Lovatos Management zusendete. Lovato sang das Lied ein und zur finalen Version bot Jones seiner Freundin Stefflon Don an, dem Lied noch eine weitere Stimme zu verleihen.
Im Juli 2017 erschien mit Sorry Not Sorry das erste Lied des sechsten Studioalbums Tell Me You Love Me, das im September 2017 veröffentlicht wurde. Das Studioalbum erreichte die obere Hälfte der deutschen Albumcharts sowie die Top Fünf der britischen und US-amerikanischen Albumcharts.
Im Spätsommer 2017 holte der puerto-ricanische Musiker Luis Fonsi Lovato ins Studio, um die Nachfolgesingle seines Sommerhits Despacito aufzunehmen. Dabei entstand das Lied Échame la culpa, das im November 2017 veröffentlicht wurde. Bei diesem Song sang Lovato erstmals auf Spanisch. Nachdem sich das Lied zunächst nur in spanischsprachigen Ländern zu einem kommerziellen Erfolg entwickelt hatte, rückte es zu Beginn des Jahres 2018 auch in einer Reihe weiterer europäischer Länder bis auf die obersten Plätze.

### 2019: Managementwechsel und Schauspiel
Im Mai 2019 gab Lovato in einem Beitrag auf Instagram bekannt, unter neuem Management von Scooter Braun (SB Projects) zu stehen. Im August 2019 wurde bekannt, dass sie neben Will Ferrell und Rachel McAdams eine Rolle in der Netflix-Produktion Eurovision haben wird. In der finalen Staffel von Will & Grace (Episode 11x06) übernahm sie eine Gastrolle.

### 2020: Grammy Awards und Superbowl
Bei den 62. Grammy Awards trug Lovato ihr Lied Anyone mit Klavierbegleitung vor. Die Single erreichte am Folgetag Platz eins der iTunes-US-Charts. Beim Super Bowl LIV sang sie vor dem Spiel die US-amerikanische Nationalhymne. Im April 2020 veröffentlichte sie die gemeinsam mit Sam Smith geschriebene und aufgenommene Single I’m Ready.

### 2023: The Masked Singer
In einer Spezialfolge vor dem eigentlichen Start der zehnten Staffel der US-amerikanischen Version von The Masked Singer trat Lovato als Anonymouse auf. Sie nahm allerdings nicht als Kandidatin an der Staffel teil, sondern wurde noch in derselben Episode demaskiert.

## Privatleben

### Klinikaufenthalt 2010–2011
Im Oktober 2010 verließ sie die Tournee der Jonas Brothers, um sich in eine Rehabilitationsklinik einweisen zu lassen. Als Grund nannte sie körperliche und emotionale Probleme, an denen sie schon eine Weile leide. Der Entschluss zur Behandlung soll unmittelbar nach einem Vorfall auf einem Flug von Bogotá, Kolumbien zur nächsten Tourstation gefallen sein, bei dem sie der Background-Tänzerin Alex Welch ins Gesicht geschlagen hatte. Ende Dezember 2010 erreichten Lovatos Anwälte eine finanzielle Einigung mit Welch, die anschließend bekanntgab, das Geld einer Wohltätigkeitsorganisation zu spenden.
Im Januar 2011 wurde berichtet, dass Lovato die stationäre Behandlung beendet habe und nach Los Angeles zurückgekehrt sei, um sich dort weiterhin ihrer Gesundheit zu widmen. Bei einem Interview bestätigte sie die Gerüchte, wonach sie sich in der Timberline-Knolls-Klinik in der Nähe von Chicago aufgehalten habe, um sich wegen Bulimie sowie selbstverletzendem Verhalten behandeln zu lassen. In späteren Interviews erklärte sie, mithilfe von Alkohol und Drogen versucht zu haben, sich selbst zu behandeln, um den psychischen Schmerz zu lindern.
Während des Tourstops in Brooklyn im März 2018 erschienen DJ Khaled und Kehlani auf der Bühne, um Lovato zu sechs Jahren Abstinenz zu gratulieren und mit dem Publikum Happy Birthday anzustimmen. Im Juni 2018 folgte die Veröffentlichung des Liedes Sober. Ende Juli 2018 wurde sie wegen einer Überdosis einer nicht näher benannten Substanz ins Krankenhaus eingeliefert. Infolgedessen erlitt sie drei Schlaganfälle und einen Herzinfarkt. Die Überdosis verursachte außerdem nach eigenen Angaben einen Hirnschaden bei ihr.
Ende Januar 2019 gab sie in einem Statement auf Instagram bekannt, seit sechs Monaten frei von Drogen und Alkohol zu sein. Die Dokumentarfilmserie Demi Lovato: Dancing with the Devil greift Lovatos Drogengeschichte auf.

### Persönliches
Neben mehreren kürzeren Beziehungen, unter anderem mit Cody Linley (Frühjahr 2008) und Joe Jonas (März bis Mai 2010), war Lovato von Sommer 2010 bis Juni 2016 mit dem Schauspieler Wilmer Valderrama liiert. Im Juli 2020 gab Lovato die Verlobung mit dem Sänger Max Ehrich bekannt. Im September teilte sie mit, dass das Paar sich getrennt habe.
Am 17. Dezember 2023 gab sie ihre Verlobung mit dem kanadischen Musiker Jordan Lutes bekannt. Am 25. Mai 2025 heirateten die beiden in Santa Barbara.
Im März 2021 bestätigte Lovato die eigene sexuelle Orientierung als pansexuell und äußerte Stolz darüber, Teil der LGBT-Bewegung zu sein. Im Mai 2021 erklärte Lovato die eigene Geschlechtsidentität als nichtbinär und nicht mehr mit weiblichen Pronomen bezeichnet werden zu wollen, sondern mit dem geschlechtsneutralen they. Im Mai 2022 ergänzte Lovato ihr Instagram-Profil um weibliche Pronomen (they/them/she/her).

## Karitatives Engagement
Lovato engagiert sich für mehrere karitative Einrichtungen und Organisationen. So arbeitete Lovato mit GGP, Besitzer von Einkaufszentren, zusammen und vertrat in diesem Rahmen die Kampagne Shop Til You Rock. Diese organisierte über den Sommer 2010 verteilt verschiedene Veranstaltungen in Einkaufszentren der USA, welche musikalische und modische Faktoren verband sowie die Möglichkeit bot, interaktiv durch Spiele und Wettbewerbe an dem Event teilzunehmen. Außerdem ist Lovato das Gesicht für die anti-mobbing Organisation PACER. Hierzu äußerte Lovato sich in einem Interview mit der New York Post. Lovato würde sich sehr ernsthaft mit dem Thema Mobbing auseinandersetzen, da Lovato im Alter von zwölf Jahren selbst Opfer von Mobbingattacken gewesen sei. Nun wolle Lovato anderen Kindern zu mehr Selbstbewusstsein bezüglich ihrer Haut, Größe und sich selbst ermutigen. Außerdem unterstützt Lovato die Aktion Join the Surge Campaign! einer gemeinsamen Kampagne von DoSomething.org und Marke Clean & Clear, welche Jugendliche dazu ermutigen soll, sich in ihrer Wohngemeinde zu engagieren.
Im Dezember 2011 nutzte Lovato die Twitter-Reichweite, um den Disney Channel für einige Episoden der Serien Shake It Up und So Random! zu kritisieren, in denen über Essstörungen gescherzt wurde. Der Sender reagierte sofort, entschuldigte sich öffentlich dafür, diese für eine junge Zielgruppe ausgestrahlt zu haben, und entfernte die Episoden aus ihrem TV- und Video-on-demand-Programm.
Des Weiteren war Lovato Teil der Organisation Disney’s Friends for Change, welche im Namen des Disney Channels umweltfreundliches Verhalten fördert und es sich zum Ziel gesetzt hat, Bewusstsein für die Umwelt zu schaffen. In diesem Rahmen nahm Lovato 2009 zusammen mit den Jonas Brothers, Miley Cyrus und Selena Gomez das Lied Send It On auf, welches später als Promo-Tonträger veröffentlicht wurde und Platz 20 der Billboard Hot 100 erreichte und für einige Zeit das Titellied der Organisation war. Im Februar erschien der Titel Make a Wave ebenfalls als Promo-Tonträger und stieg auf Rang 84 der Billboard Hot 100 ein. Das Lied war ein Duett zwischen Lovato und Joe Jonas und war für das Jahr 2010 das Titellied der Organisation.
Im März 2018 trat Lovato in Washington, DC bei March For Our Lives auf, um nach dem Schulmassaker von Parkland gegen die Waffenlobby zu protestieren. Lovato stellte einen Kontakt zur Schülerin Emma González her, die der Protestaktion ihr Gesicht verlieh, um ihr Engagement zu würdigen.
Folgende Kampagnen und Organisationen wurden ebenfalls von Lovato unterstützt:
- A Day Made Better
- City of Hope National Medical Center
- DonateMyDress.org
- Kids Wish Network
- Love Our Children USA
- Red Cross
- Shoe Revolt
- Stand Up to Cancer
- St. Jude Children’s Research Hospital
- STOMP Out Bullying

## Filmografie
Aufgeführt sind alle Fernsehserien, Filme und Fernsehspecials, in denen Lovato zu sehen war (nicht gelistet sind Gastauftritte in Talkshows oder Awardshows).

### Filme und Serien
- 2002–2004: Barney und seine Freunde (Barney & Friends, 9 Episoden)
- 2006: Prison Break (Episode 2x04)
- 2007: Endlich Pause! (As the Bell Rings, 8 Episoden)
- 2007: Just Jordan (Episode 2x06)
- 2008: Jonas Brothers: Living the Dream (3 Episoden)
- 2008: Camp Rock
- 2009–2011: Sonny Munroe (Sonny with a Chance, 46 Episoden)
- 2009: Jonas Brothers – Das ultimative 3D Konzerterlebnis (Jonas Brothers: The 3D Concert Experience)
- 2009: Prinzessinnen Schutzprogramm (Princess Protection Program)
- 2010: Grey’s Anatomy (Episode 6x22)
- 2010: Camp Rock 2: The Final Jam
- 2011: Keeping Up with the Kardashians (Episode 6x15)
- 2012: Punk’d (Episode 9x06)
- 2012–2013: The X Factor (Jurymitglied)
- 2013–2014: Glee (4 Episoden)
- 2014: Matador (Episode 1x01)
- 2015: From Dusk Till Dawn: The Series (2 Episoden)
- 2017: Die Schlümpfe – Das verlorene Dorf (Smurfs: The Lost Village, Stimme)
- 2018: Charming (Stimme)
- 2020: Will & Grace (Episode 11x06)
- 2020: Eurovision Song Contest: The Story of Fire Saga
- 2021: Demi Lovato: Dancing with the Devil
- 2023: Dave (Episode 3x08)
- 2025: Tow

### Fernsehspecials
- 2008: Studio DC – Beinah Live! (Studio DC – Almost Live! zweite Show)
- 2008: Disney Channel Games 2008 (5 Episoden)
- 2010: Road to Camp Rock 2: The Final Jam
- 2012: Demi Lovato: Stay Strong
- 2012: MTV’s This Is How I Made It
- 2012: VH1 Divas 2012

## Diskografie
Studioalben

| Jahr | Titel Musiklabel                                                      | Höchstplatzierung, Gesamtwochen, AuszeichnungChartplatzierungen (Jahr, Titel, Musiklabel, Platzierungen, Wochen, Auszeichnungen, Anmerkungen) | Höchstplatzierung, Gesamtwochen, AuszeichnungChartplatzierungen (Jahr, Titel, Musiklabel, Platzierungen, Wochen, Auszeichnungen, Anmerkungen) | Höchstplatzierung, Gesamtwochen, AuszeichnungChartplatzierungen (Jahr, Titel, Musiklabel, Platzierungen, Wochen, Auszeichnungen, Anmerkungen) | Höchstplatzierung, Gesamtwochen, AuszeichnungChartplatzierungen (Jahr, Titel, Musiklabel, Platzierungen, Wochen, Auszeichnungen, Anmerkungen) | Höchstplatzierung, Gesamtwochen, AuszeichnungChartplatzierungen (Jahr, Titel, Musiklabel, Platzierungen, Wochen, Auszeichnungen, Anmerkungen) | Anmerkungen                                                    |
| Jahr | Titel Musiklabel                                                      | DE | AT | CH | UK | US | Anmerkungen                                                    |
| ---- | --------------------------------------------------------------------- | --- | --- | --- | --- | --- | -------------------------------------------------------------- |
| 2008 | Don’t Forget Hollywood Records (UMG)                                  | — | — | — | — | US2 Gold · (45 Wo.)US | Erstveröffentlichung: 17. April 2009 Verkäufe: + 551.000       |
| 2009 | Here We Go Again Hollywood Records (UMG)                              | — | — | — | — | US1 Gold · (24 Wo.)US | Erstveröffentlichung: 2. Oktober 2009 Verkäufe: + 536.000      |
| 2011 | Unbroken Hollywood Records (UMG)                                      | DE61 (1 Wo.)DE | AT50 (1 Wo.)AT | CH29 (2 Wo.)CH | UK45 (2 Wo.)UK | US4 Platin · (42 Wo.)US | Erstveröffentlichung: 17. Februar 2011 Verkäufe: + 1.047.500   |
| 2013 | Demi Hollywood Records (UMG)                                          | DE39 (1 Wo.)DE | AT38 (1 Wo.)AT | CH36 (3 Wo.)CH | UK10 Gold · (12 Wo.)UK | US3 ×2Doppelplatin · (51 Wo.)US | Erstveröffentlichung: 10. Mai 2013 Verkäufe: + 2.470.000       |
| 2015 | Confident Hollywood Records / Island Records (UMG)                    | DE23 (1 Wo.)DE | AT19 (1 Wo.)AT | CH13 (2 Wo.)CH | UK6 Silber · (3 Wo.)UK | US2 Platin · (41 Wo.)US | Erstveröffentlichung: 16. Oktober 2015 Verkäufe: + 1.235.000   |
| 2017 | Tell Me You Love Me Island Records (UMG)                              | DE32 (1 Wo.)DE | AT29 (1 Wo.)AT | CH32 (1 Wo.)CH | UK5 Gold · (26 Wo.)UK | US3 Platin · (62 Wo.)US | Erstveröffentlichung: 29. September 2017 Verkäufe: + 1.292.500 |
| 2021 | Dancing with the Devil… the Art of Starting Over Island Records (UMG) | DE12 (2 Wo.)DE | AT8 (2 Wo.)AT | CH7 (2 Wo.)CH | UK2 Silber · (4 Wo.)UK | US2 (8 Wo.)US | Erstveröffentlichung: 2. April 2021 Verkäufe: + 105.500        |
| 2022 | Holy Fvck Island Records (UMG)                                        | DE26 (1 Wo.)DE | AT74 (1 Wo.)AT | CH41 (1 Wo.)CH | UK7 (1 Wo.)UK | US7 (2 Wo.)US | Erstveröffentlichung: 19. August 2022                          |

## Rezeption
Lovatos öffentlicher Umgang mit eigenen psychischen Krankheiten wurde von Kritikern im Allgemeinen sehr gelobt. Lovato inspiriere damit viele Mädchen, die an der gleichen Krankheit litten. In einem Interview mit Ryan Seacrest sagte Lovato, dass „sie nun Fans habe, die dank ihr aufgehört hätten, sich selbst zu verletzen.“ („because of you I quit cutting.“) Auch das Album Unbroken wurde von vielen Kritikern positiv bewertet. Die Entertainment Weekly verlieh dem Album die Note B+ und schrieb: „Es war ein hartes Jahr für Lovato. Aber wie Rihanna bestätigen könnte, ergeben sich manchmal aus schlechten Jahren großartige Lieder.“ (“Clearly it’s been a tough year for Lovato. But as Rihanna could tell her, sometimes bad years make great songs.”) Jon Caramanica von der New York Times beschrieb das Album mit den Worten „Unbroken represents the opportunity to wipe clean several slates, something Ms. Lovato is well suited for.“ Lovato selbst war von den vielen guten Kritiken sehr überrascht und sagte gegenüber MTV: „Ich war sehr überrascht, dass die Kritiker das Album so sehr liebten. Ich bin sehr glücklich und dankbar dafür, denn Kritiken können gemein sein.“ (“I was really surprised that the critics loved it. I was very excited about it and I’m really thankful that they do because critics can be hard.”)

## Tourneen
Diese Liste führt Tourneen auf, bei denen Lovato musikalisch beteiligt war:
Headlinerin
- Demi Live! Warm Up Tour (2008, kleinere Promo-Tour)
- Demi Lovato Live in Concert (2009–2010)
- An Evening With Demi Lovato (2011, kleinere Promo-Tour)
- A Special Night With Demi Lovato (2011–2012)
- Demi Lovato Summer Tour 2012 (2012)
- Neon Lights Tour (2014)
- Demi World Tour (2014–2015)
- Future Now Tour (2016)
- Tell Me You Love Me World Tour (2018)
- Holy Fvck Tour (2022)

Eröffnungs-Act
- Jonas Brothers – Burnin’ Up Tour (2008, ein Teil zusammengelegt mit Avril Lavignes The Best Damn Tour)
- Jonas Brothers – Jonas Brothers World Tour 2009 (2009, nur für Süd- und Mittelamerika- sowie Europa-Konzerte; Überraschungsgast in Toronto)
- Jonas Brothers – Jonas Brothers Live in Concert World Tour 2010 (2010)

## Nominierungen
Lovato erhielt bereits zahlreiche Nominierungen und Auszeichnungen für unterschiedliche Preise. Lovatos bisher größter Erfolg ist eine Auszeichnung in der Kategorie „Best Video with a Message“ bei den MTV Video Music Awards 2012 im Staples Center in Los Angeles, die Lovato für das Lied Skyscraper erhielt.
2017 wurde Lovato zum ersten Mal für einen Grammy Award bei den 57. Grammy Awards für das Album Confident in der Kategorie Best Pop Vocal Album nominiert.
2019 bei den 59. Grammy Awards war Lovato gemeinsam mit Christina Aguilera für das Lied Fall in Line in der Kategorie Best Pop Duo/Group Performance nominiert.
2022 bei den 64. Grammy Awards war Demi Lovato gemeinsam mit Ariane Grande für das Lied Met Him Last Night in der Kategorie Best Remixed Recording nominiert. Das Remix machte Dave Audé.

## Veröffentlichung
- 2014: Lass dich nicht unterkriegen: Inspiration für jeden einzelnen Tag im Jahr. MVG, München 2014, ISBN 978-3-86882-385-1 (original Staying strong. Übersetzt von Birgit Walter).